# Nhánh thái dương của thần kinh mặt
Nhánh thái dương của thần kinh mặt đi qua cung gò má đến vùng thái dương, chi phối cho thần kinh tai trước và trên, và nối với nhánh gò má-thái dương của thần kinh hàm trên, và với nhánh tai-thái dương  của thần kinh hàm dưới.
Các nhánh trước chi phối vùng trán, cơ vòng mi, và cơ cau mày, hòa các sợi với vào thần kinh trên ổ mắt và nhánh lệ của thần kinh mắt. Nhánh thái dương đóng vai trò là sợi ly tâm của phản xạ giác mạc.

## Kiểm tra nhánh thái dương của thần kinh mặt
Để kiểm tra chức năng củanhánh thái dương của thần kinh mặt, bệnh nhân được yêu cầu thực hiện động tác nhăn mặt và nhăn trán.

## Hình ảnh bổ sung

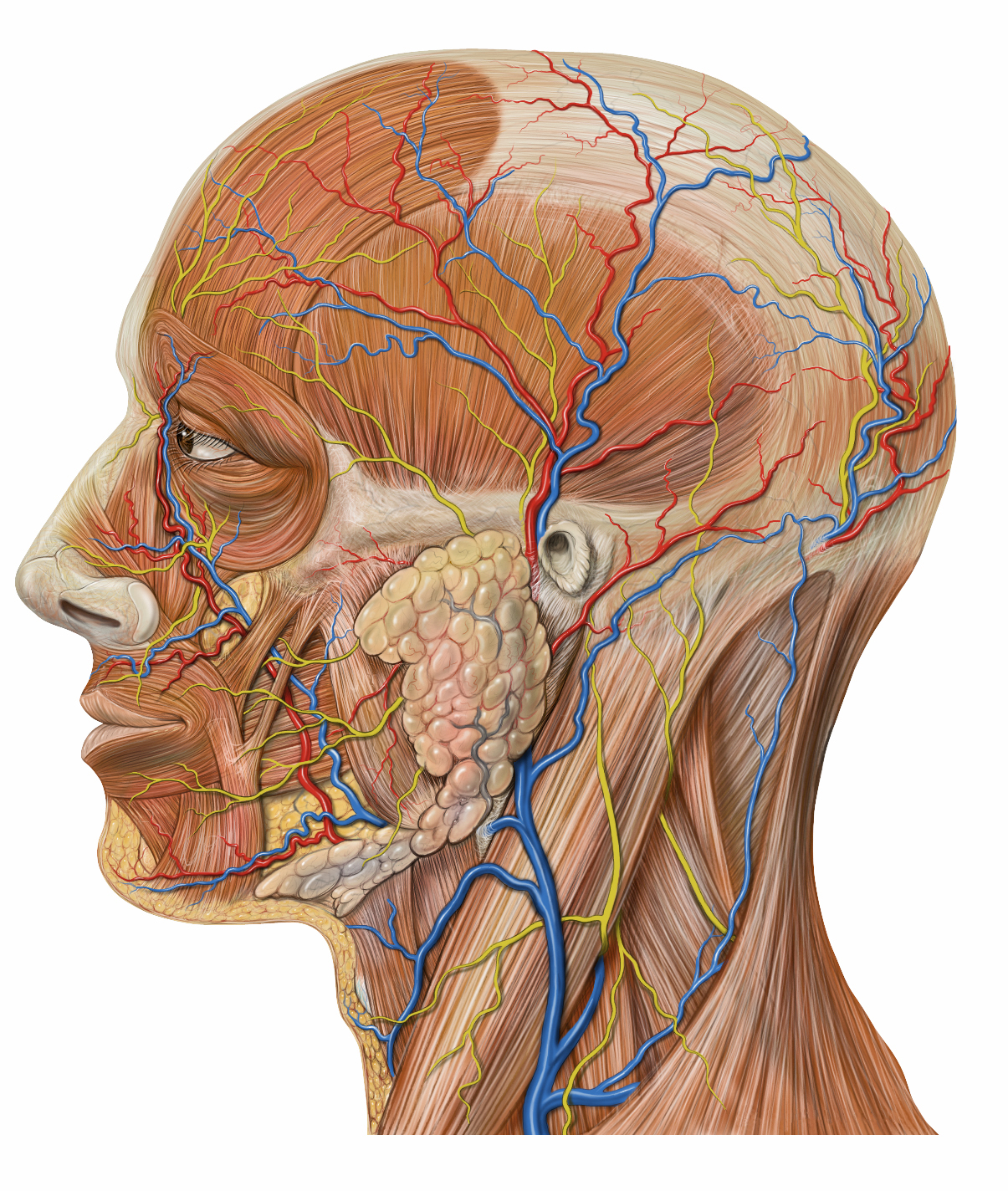
Chi tiết giải phẫu phía bên của đầu
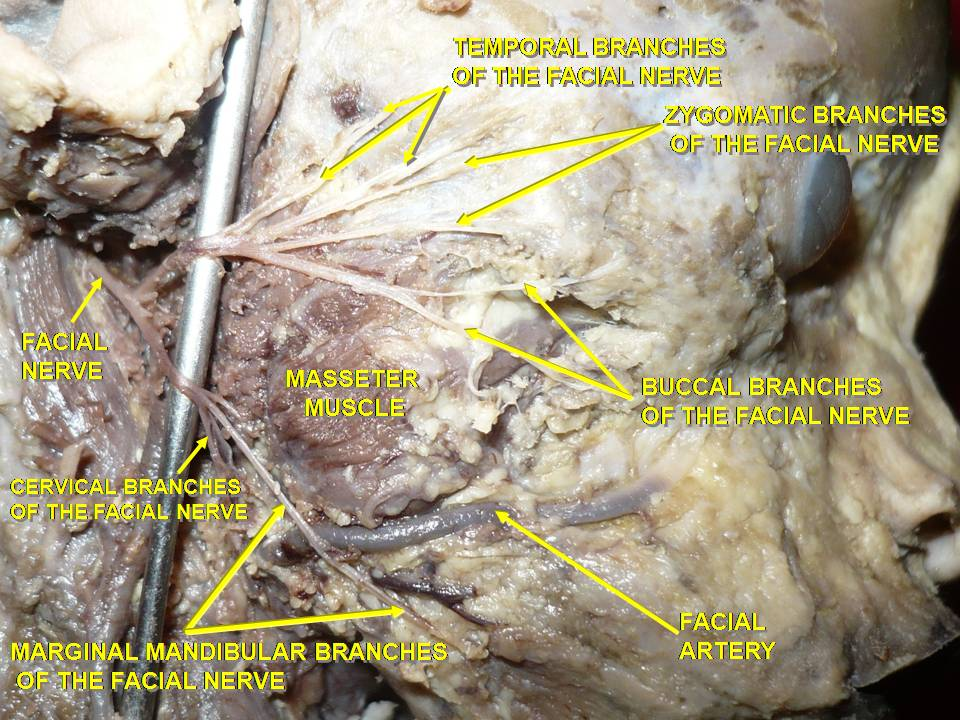
Chi tiết giải phẫu phía bên của đầu.
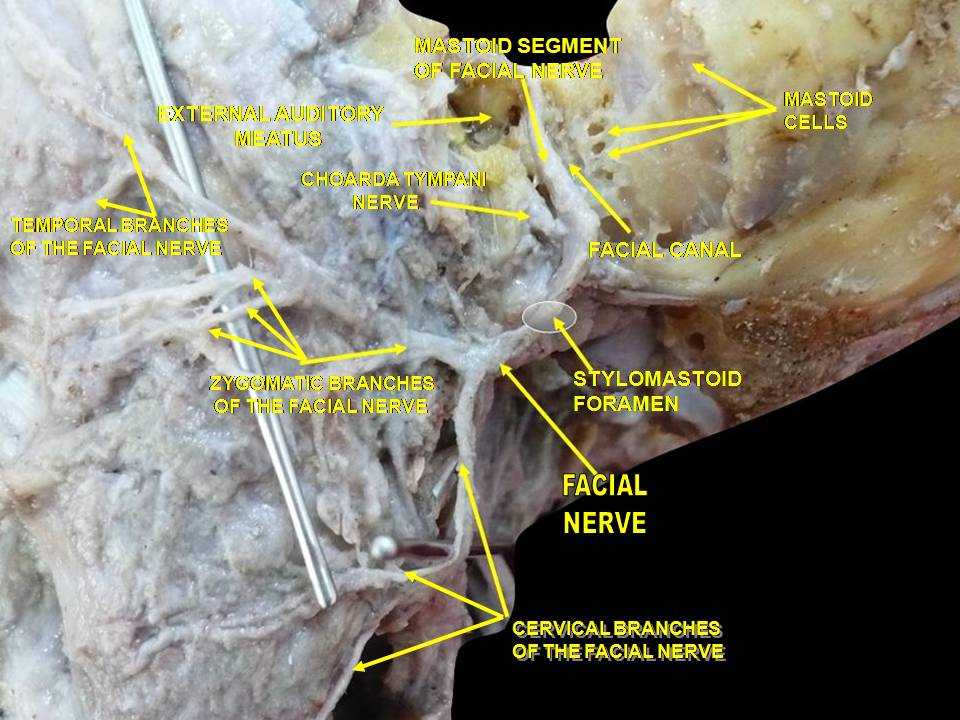
Chi tiết giải phẫu phía bên của đầu. Phẫu tích thần kinh.